# Maurícia
Maurícia és un microcontinent desaparegut, que múltiples científics de diverses universitats del món indiquen haver descobert en l'oceà Índic, a sota les aigües de les illes Maurici i l'illa de la Reunió.
Unes roques descobertes l'any 2016 a l'illa de Maurici haurien confirmat l'existència d'aquest continent. Els investigadors van trobar zircons, minerals d'uns 3.000 milions d'anys d'antiguitat, mentre que l'illa Maurici es va formar tan sols fa uns nou milions d'anys. El zircó demostraria, segons un equip científic liderat per Lewis Ashwal, geòleg de la Universitat de Witwandersrand, que aquest tros d'escorça va començar a desprendre's fa uns 200 milions d'anys del supercontinent Gondwana, el qual estava format també per les plaques continentals que actualment constitueixen Àfrica, Sud-amèrica, l'Antàrtida, Austràlia, Nova Guinea, Madagascar, i el subcontinent indi. La lava de les erupcions volcàniques van acabar cobrint les restes d'aquest continent prehistòric.
El 2013 ja es van trobar traces de zircons a la sorra de la platja de Maurici. No obstant, aquella troballa va ser qüestionada pels que van rebatre que el mineral podia haver-hi sigut traslladat pel vent, en vehicles o a les sabates dels mateixos científics. En aquesta ocasió el zircó s'ha trobat dins d'una roca, una traquita de sis milions d'anys, el que corrobora els estudis previs.